# Alessandro Salucci

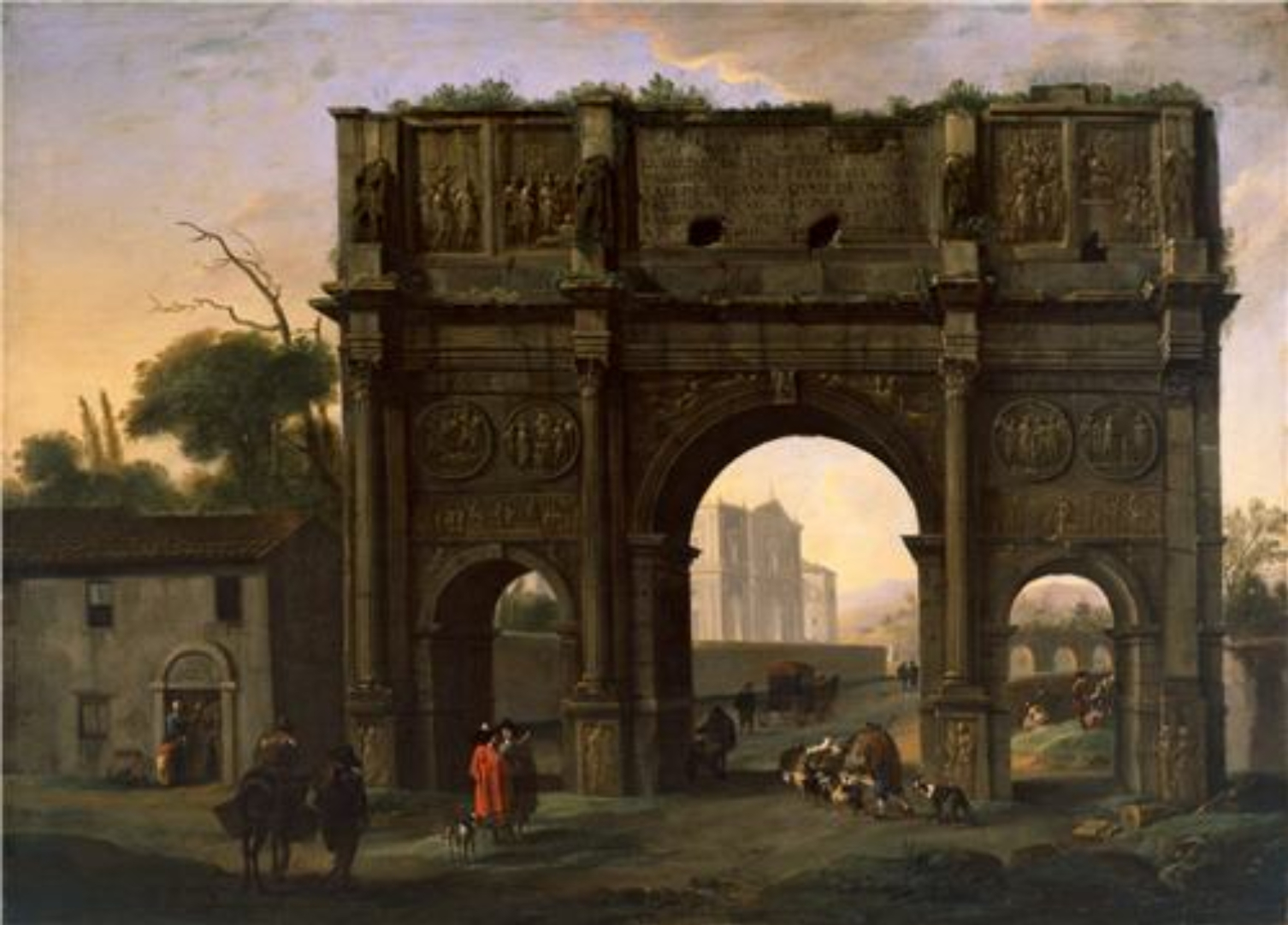
Arco de Constantino, Roma, con Jan Miel.

Alessandro Salucci (Florencia, 1590 - Roma, c. 1655-60) fue un pintor italiano que a través de su obra jugó un papel importante en el desarrollo del género de los paisajes urbanos (vedute), en la ciudad de Roma. Creó caprichos, es decir, perspectivas arquitectónicas imaginarias y vistas de puertos en las que las figuras humanas fueron realizadas a menudo por otro artista.

## Vida
Se sabe muy poco sobre los primeros años de vida y la educación temprana de Alessandro Salucci. Se cree que nació en Florencia en 1590 y el primer registro escrito del artista data de 1628, cuando se lo menciona en relación con otros artistas en Roma. A lo largo de su vida, Salucci completó importantes encargos públicos y privados en Roma.

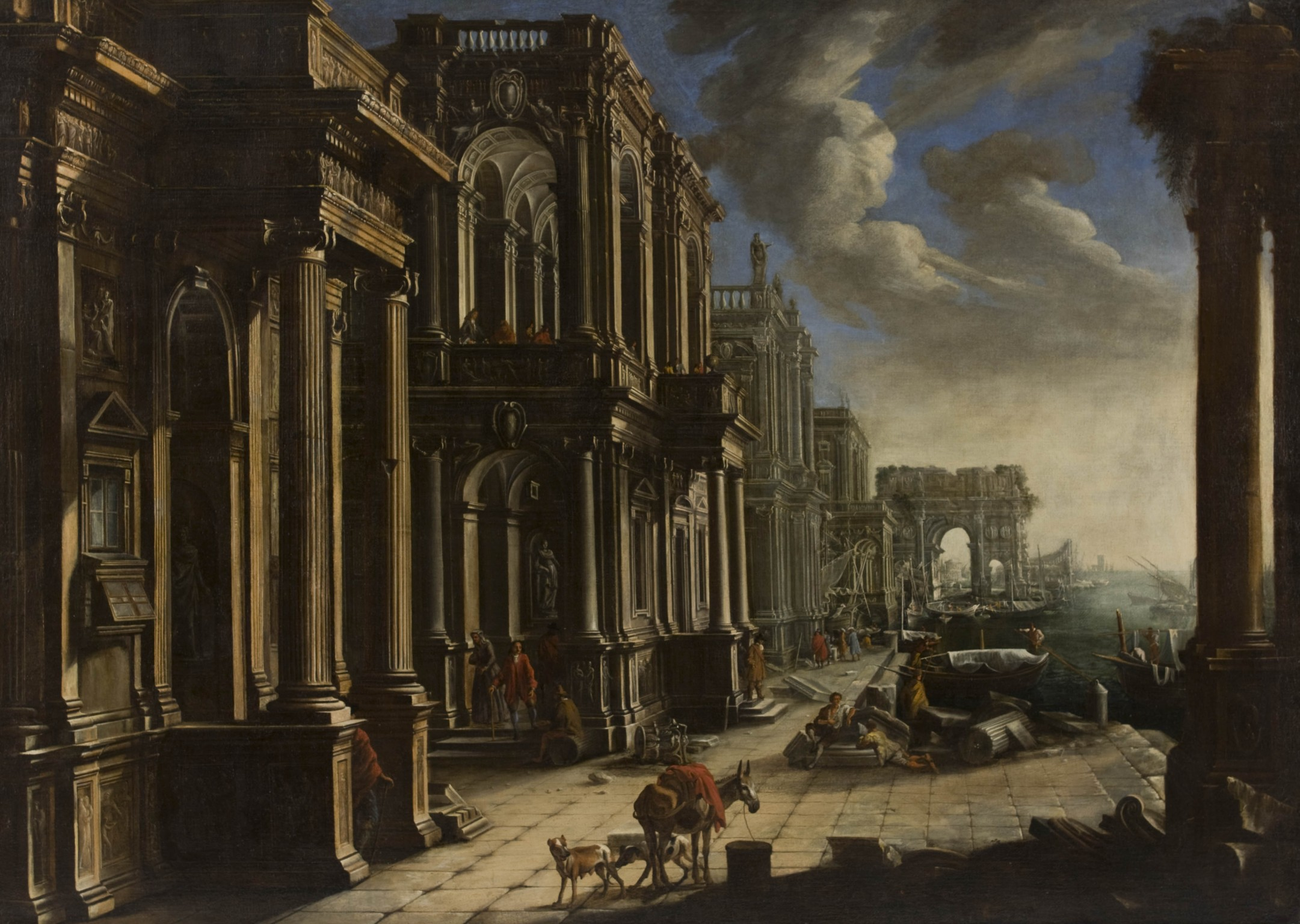
Vista con arquitectura, arco triunfal y figuras

En 1628, Salucci pintó algunos frescos en el castillo de la familia Sacchetti (el 'Casino Sacchetti', ahora 'Casino Chigi') en Castelfusano, trabajando en dicha ocasión junto a Andrea Sacchi y Pietro da Cortona. En 1634, se convirtió en miembro de la Academia Romana de San Luca (la "Academia de San Lucas")
En 1635 trabajó en Santa María en Vallicella (también conocida como la 'Chiesa Nuova' -Iglesia Nueva-) donde, en la Capilla de la Presentación de Nuestra Señora, pintó frescos en la bóveda, que representan la historia de Hannah, Elkanah y el joven Samuel. Dichos frescos fueron pintados sobre las decoraciones hechas por Domenico de Coldie en 1590.
Eventuamente comenzó a colaborar con Jan Miel, un pintor de historia y género flamenco residente en la ciudad de Roma, alrededor de 1635. Muchas de sus pinturas colaborativas se han conservado hasta nuestros días, en su mayor parte en archivos de colecciones privadas. Colaboró de manera similar con Michelangelo Cerquozzi.  También se conocen algunas composiciones suyas pintadas en conjunto con Johannes Lingelbach.
También tuvo la oportunidad de conocer a Viviano Codazzi, otro pintor de pinturas de corte arquitectónico que trabajó en Nápoles hasta 1647 y que luego se mudó a Roma. Claramente Salucci también estaba familiarizado con el trabajo del paisajista Claude Lorrain que en ese momento trabajaba en Roma. En 1647-48 pintó un importante ciclo de frescos en la Iglesia de Sant'Elisabetta dei Fornari, la cual fue destruida en 1889.
Salucci murió, probablemente en Roma, después de 1650.

## Trabajo

### General

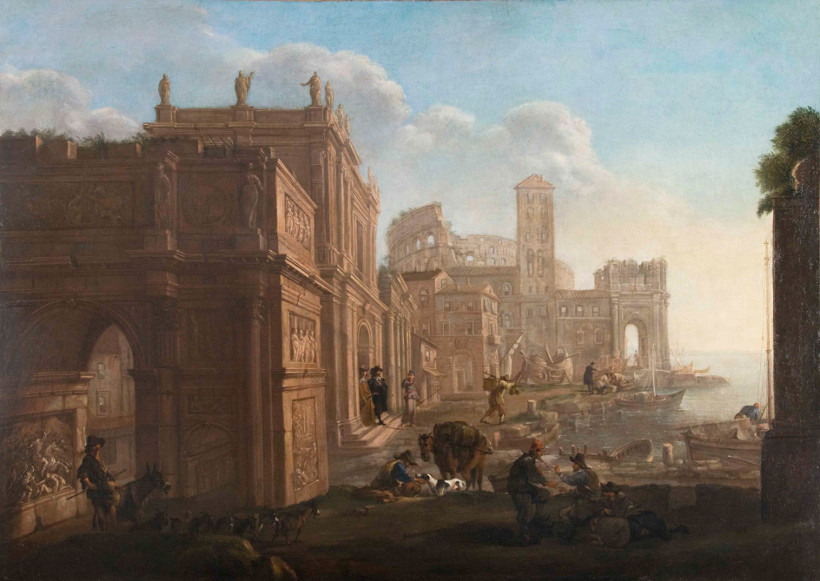
Capricho arquitectónico que representa el Arco de Constantino, el Coliseo y Santa María en Cosmedin, con Jan Miel

Alessandro Salucci es considerado actualmente como uno de los primeros exponentes significativos del género de la veduta. El tipo de pinturas de corte arquitectónico-decorativo que Salucci pintó representan una forma de pintura que se hizo popular a mediados del siglo XVII en Roma. Los historiadores del arte interpretan la creciente popularidad de las piezas de corte arquitectónico en la Italia del siglo XVII como el resultado de un cambio del modelo de mecenazgo de uno de tipo 'comitente' a otro de tipo 'adquirente', es decir, de pintura por encargo a pintura en el mercado abierto. Los lienzos con motivos arquitectónicos fueron particularmente bienvenidos dentro del conjunto decorativo típico del siglo XVII, donde las paredes de residencias se encontraban completamente cubiertas con pinturas de varios tipos y tamaños. La pieza arquitectónica prestó variedad a tales conjuntos al introducir las fuertes verticales y horizontales de su objeto.
Las raíces de este tipo de vedute pueden ser rastreadas hasta la pintura del siglo XVI, y en particular a los entornos arquitectónicos que fueron pintados, como el marco de frescos a gran escala y decoraciones de techo conocidas como quadrature. Estos elementos arquitectónicos fueron adquiriendo importancia en la pintura del siglo XVII para finalmente convertirse en sujetos independientes de pinturas de caballete. 
Numerosos artistas trabajaron en este género. Viviano Codazzi fue un importante pintor contemporáneo del género cuyo trabajo influyó en Salucci. La veduta de Codazzi, sin embargo, era de naturaleza más realista que el de Salucci, quien mostró más creatividad y fantasía en sus obras en las que relocó muchos monumentos romanos con elegancia.  Salucci prefirió una paleta más clara y eliminó cualquier dramatización.
A diferencia de numerosos artistas flamencos y holandeses activos en la ciudad de Roma, que lucharon por el realismo en sus representaciones de paisajes urbanos romanos, muchas de las vistas de la ciudad y el puerto de Salucci no pretenden dar una representación realista de sus temas. Sus puntos de vista tienden a mezclar monumentos antiguos en Roma con elementos de fantasía y, por lo tanto, se parecen más a "caprichos".  Las estructuras antiguas en sus obras no reflejan detalles arqueológicos realistas, sino que se utilizan únicamente para efectos decorativos. Las obras de Salucci generalmente se encuentran compuestas por una arcada romana que domina el centro a la izquierda, cuerpos de agua a la distancia a la derecha y figuras en primer plano. También a menudo incluía en sus puntos de vista un pórtico con columnas y pedestales emparejados y una logia de dos pisos. 

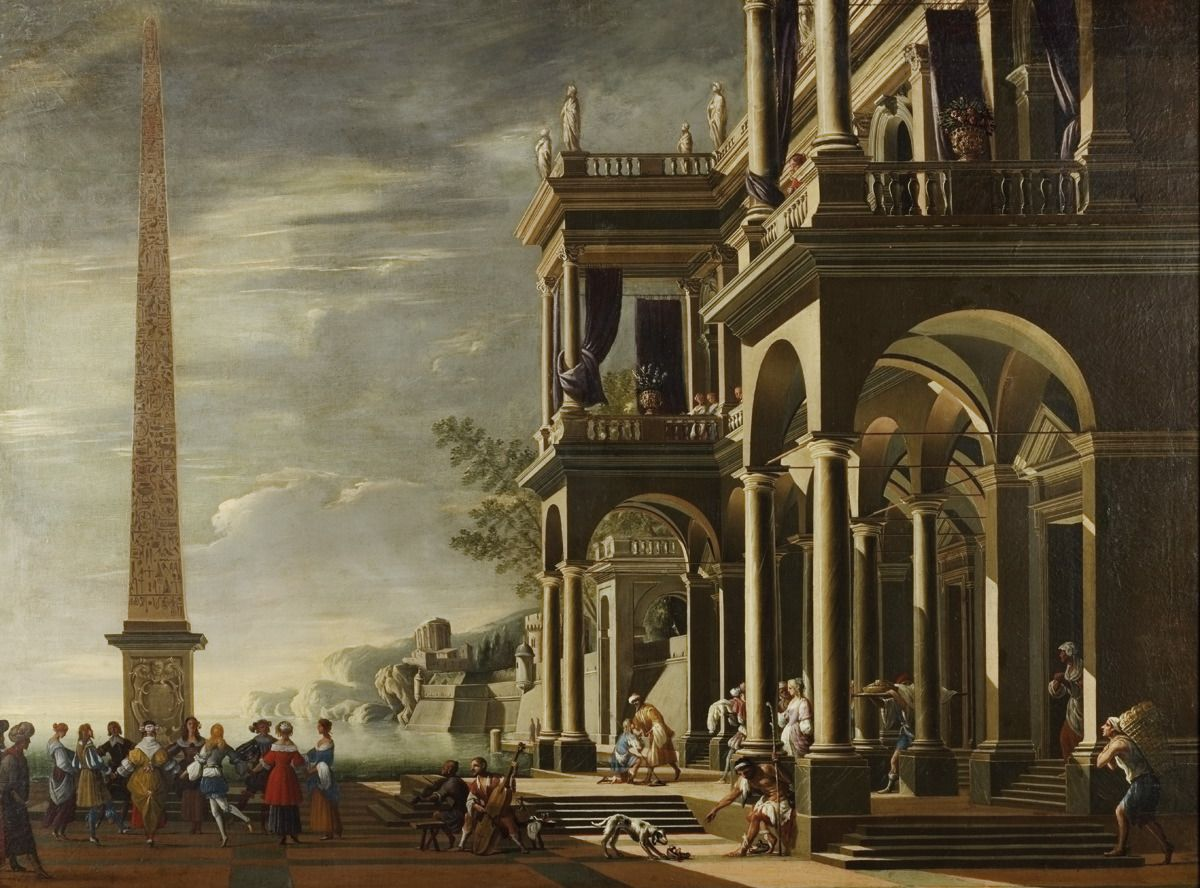
Capriccio

El trabajo de Salucci revela una inspiración proveniente de las vistas marinas clásicas de Claude Lorrain, quien estuvo activo en Roma en las décadas de 1640 y 1650. La cálida luz dorada de Claude y su estructura compositiva equilibrada pueden ser encontradas en obras de Salucci, como la Vista de fantasía con figuras (colección Busiri-Vici, Roma), que probablemente se inspiró en las vistas del puerto de las obras de Claude, como el Seaport with the Embarkation of the Queen of Sheba of 1648 (National Gallery, Londres).

### Colaboraciones
Alessandro Salucci a menudo colaboró con pintores de figuras especializados que pintaron los individuos que figuran en sus composiciones arquitectónicas. Se han registrado colaboraciones de Salucci con Jan Miel, Michelangelo Cerquozzi y Johannes Lingelbach . Estos tres colaboradores, todos pintores que recurrían al estilo bambocciante, fueron iniciados por el pintor holandés Pieter van Laer. Los bamboccianti habían traído consigo a Italia las tradiciones existentes de representar sujetos de 'baja vida' de la pintura renacentista holandesa y flamenca, y crearon representaciones a pequeña escala de las clases bajas en Roma y su campo.

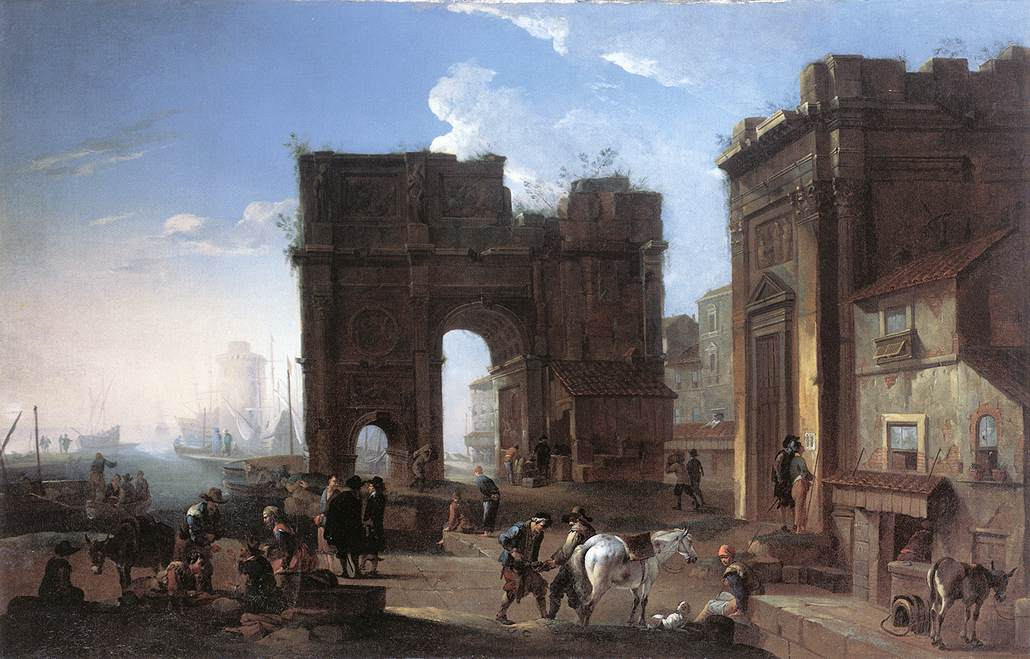
Vista del puerto con arco triunfal, con Jan Miel

Jan Miel fue el colaborador más frecuente de Salucci, una relación que comenzó en 1635 y terminó cuando Miel salió de Roma a Turín en 1658 para trabajar en la corte de Charles Emmanuel II, duque de Saboya. El único ejemplo anticuado de los esfuerzos de colaboración de los dos artistas es un Imaginary Seaport ( Cincinnati Art Museum), que data de 1656.
Miel se destacó representando historias para las cuales los grandes espacios abiertos de las pinturas de la vista de Salucci proporcionaron un contexto adecuado. Miel a menudo incluía múltiples escenas anecdóticas en una sola obra. Esto es evidente en Un capriccio arquitectónico con un pórtico iónico, una fuente, una logia de dos pisos, un palacio gótico y figuras en un muelle (Christie's, Sale 1708, Lote 56) donde la elegante pareja visible en la parte inferior izquierda en las escaleras del pórtico está actuando separadamente de las figuras en el pozo de agua al lado de ellos, mientras que las últimas figuras, a su vez, son ajenas a la actividad desplegada por los jugadores de cartas ubicados en los escalones más atrás. Las figuras de Miel eran típicamente granjeros, mendigos, jugadores de morra, posaderos y porteros a menudo mezclados con hombres y mujeres elegantemente vestidos, proporcionando así un detalle de la vida cotidiana romana al entorno arquitectónico creado por Salucci.